# Ilse Heylen

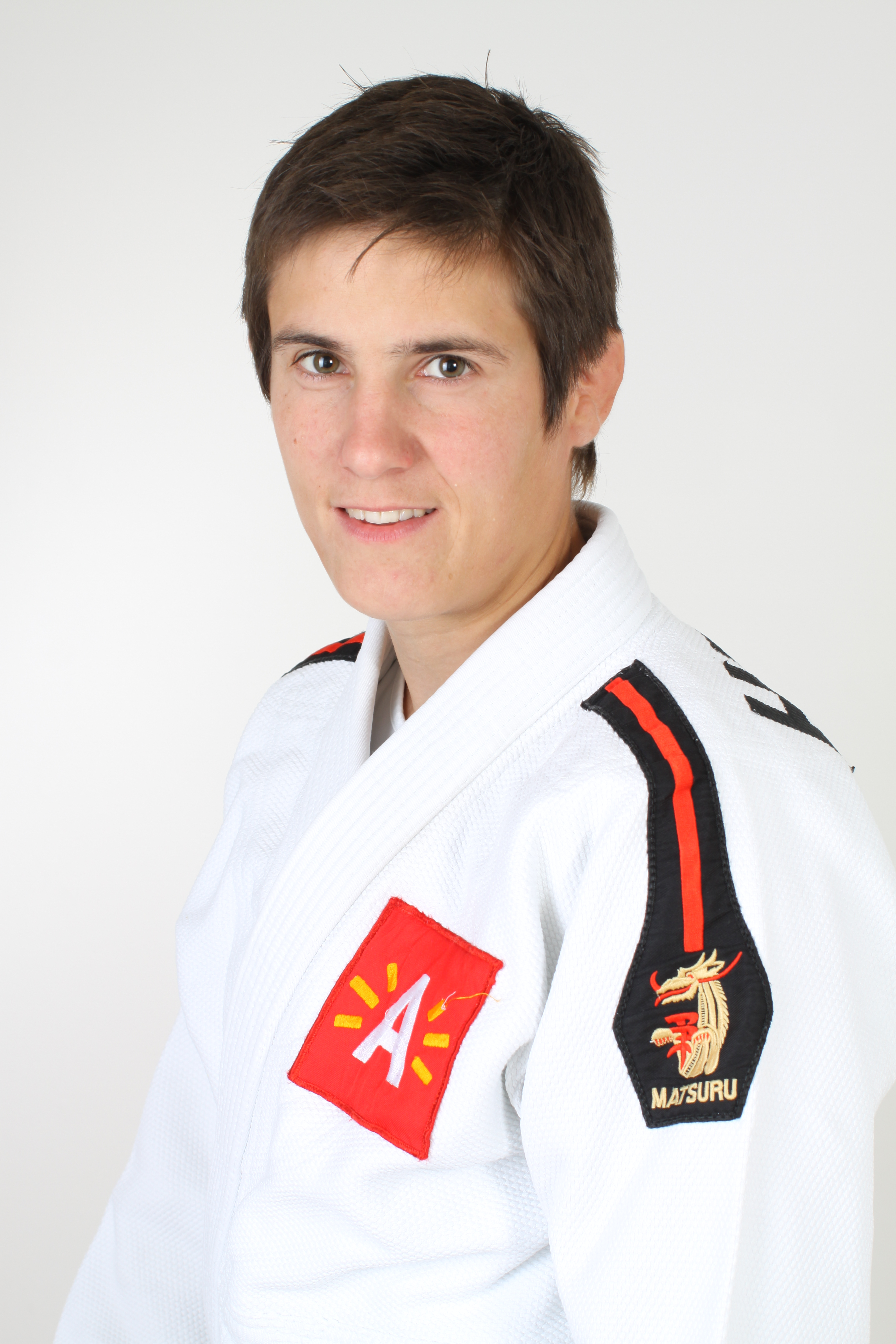
Ilse Heylen

Ilse Heylen (* 21. März 1977 in Wilrijk, heute Antwerpen) ist eine ehemalige belgische Judoka. Sie war Olympiadritte 2004 und Europameisterin 2005.

## Sportliche Karriere
Die 1,61 m große Ilse Heylen trat bis 1996 im Halbleichtgewicht bis 52 Kilogramm an. Von 1997 bis 2001 kämpfte sie im Superleichtgewicht bis 48 Kilogramm. 1997 gewann sie ihren ersten belgischen Meistertitel. 1998 belegte sie den siebten Platz bei den Europameisterschaften und gewann Bronze bei den Studentenweltmeisterschaften. 1999 folgte Bronze bei der Sommer-Universiade. 2000 erreichte sie das Finale der Studentenweltmeisterschaften und erhielt die Silbermedaille. 2001 gewann sie ihren zweiten belgischen Meistertitel.
Ab 2002 kämpfte Ilse Heylen wieder im Halbleichtgewicht. Bei den Europameisterschaften erreichte sie 2002 das Halbfinale gegen  die Britin Georgina Singleton. Nach ihrer Niederlage verlor sie auch gegen die Rumänin Alina Alexandra Dumitru und belegte den fünften Platz. 2003 gewann Heylens ihren dritten Meistertitel. Bei den Europameisterschaften 2004 unterlag sie im Finale der Rumänin Ioana Maria Aluaș. In Athen bei den Olympischen Spielen 2004 verlor sie im Viertelfinale gegen Amarilis Savón aus Kuba. Mit drei Siegen in der Hoffnungsrunde erkämpfte sie sich eine Bronzemedaille.
Bei den Europameisterschaften 2005 in Rotterdam siegte Heylen im Halbfinale über die Portugiesin Telma Monteiro und im Finale über Ioana Maria Aluaș. 2006 in Tampere verlor sie bereits im Achtelfinale gegen die Türkin Aynur Samat, erkämpfte sich aber über die Hoffnungsrunde eine Bronzemedaille. 2007 in Belgrad unterlag sie im Viertelfinale Telma Monteiro, abermals kämpfte sie sich zu Bronze durch. Ende 2007 gewann sie ihren vierten belgischen Meistertitel. Nach vier Europameisterschaften mit Medaillengewinn belegte Heylen den siebten Platz bei den Judo-Europameisterschaften 2008. Vier Monate später erreichte sie auch den siebten Platz bei den Olympischen Spielen in Peking.
2009 bei den Europameisterschaften in Tiflis unterlag sie der Finnin Jaana Sundberg im Viertelfinale, erkämpfte sich aber mit einem Sieg über die Slowenin Petra Nareks eine Bronzemedaille. Ende 2009 gewann sie ihren fünften belgischen Meistertitel. Bei den Judo-Europameisterschaften 2010 in Wien unterlag Heylen im Halbfinale der Russin Natalja Kusjutina, im Kampf um Bronze besiegte sie Aynur Sarnat. 2011 in Istanbul belegte die Belgierin den siebten Platz. Im gleichen Jahr gewann sie ihren sechsten Meistertitel. Bei den Olympischen Spielen 2012 in London erreichte Heylen das Halbfinale, nach Niederlagen gegen die Kubanerin Yanet Bermoy und die Französin Priscilla Gneto belegte sie den fünften Platz. Ende 2012 gewann sie ihren siebten belgischen Meistertitel, fünfzehn Jahre nach ihrem ersten Titel. Heylen kämpfte noch bis 2016 im Weltcup. Ihre 45. und letzte Medaille im Weltcup war der Sieg bei den African Open 2016.